# Alonso de Sedano

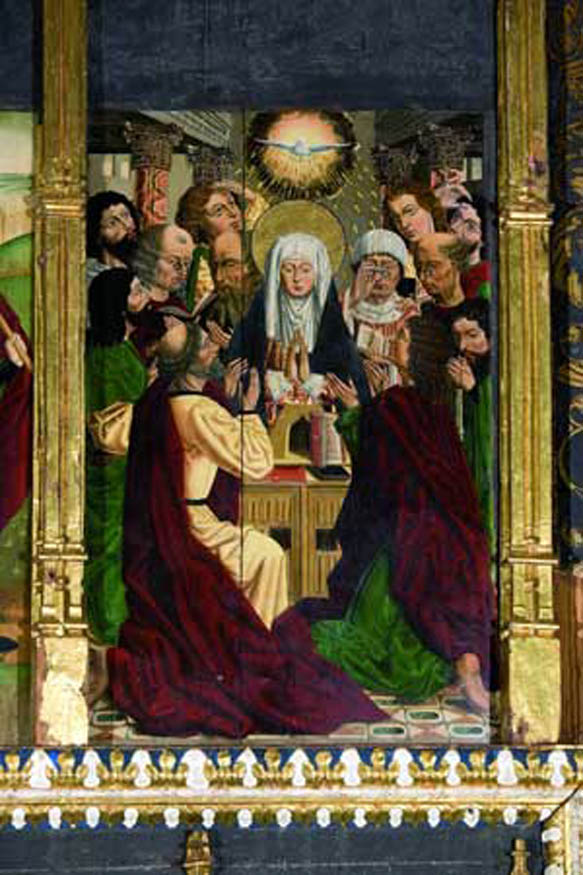
Retaule de la Mare de Déu, d'Alonso de Sedano (1510). Església parroquial de Montenegro de Cameros (Sòria)

Alonso de Sedano (Castella, s. XV - Burgos, 1530), va ser un pintor castellà, probablement originari de Burgos. No hi ha una datació precisa del seu naixement, però el període de la seva màxima activitat va ser a finals del segle xv.

## Biografia
És un dels representants més destacats del gòtic de finals de segle xv a Castella. És possible que hagués estat a Itàlia, probablement a Nàpols, i va viure a València. En el període 1486-89 s'hostatjà en els tallers de Joan Desí i Pere Terrencs, a la ciutat de Mallorca. Es conserva el Martiri de Sant Sebastià, al Museu Capitular, i una altra obra dedicada a la Creu, al convent de Santa Magdalena de Ciutat. Signà (1486) l'acta fundacional de la Confraria de Pintors de Sant Lluc. De tota manera la seva obra es va desenvolupar, sobretot, a la catedral de Burgos, on és l'autor de diverses taules del primitiu retaule, en concret a l'armari de les relíquies que avui es mostra en el museu de la catedral. El 1490 ja es troba documentat a Burgos. També va pintar el retaule de Montenegro de Cameros (Sòria).

## Estil

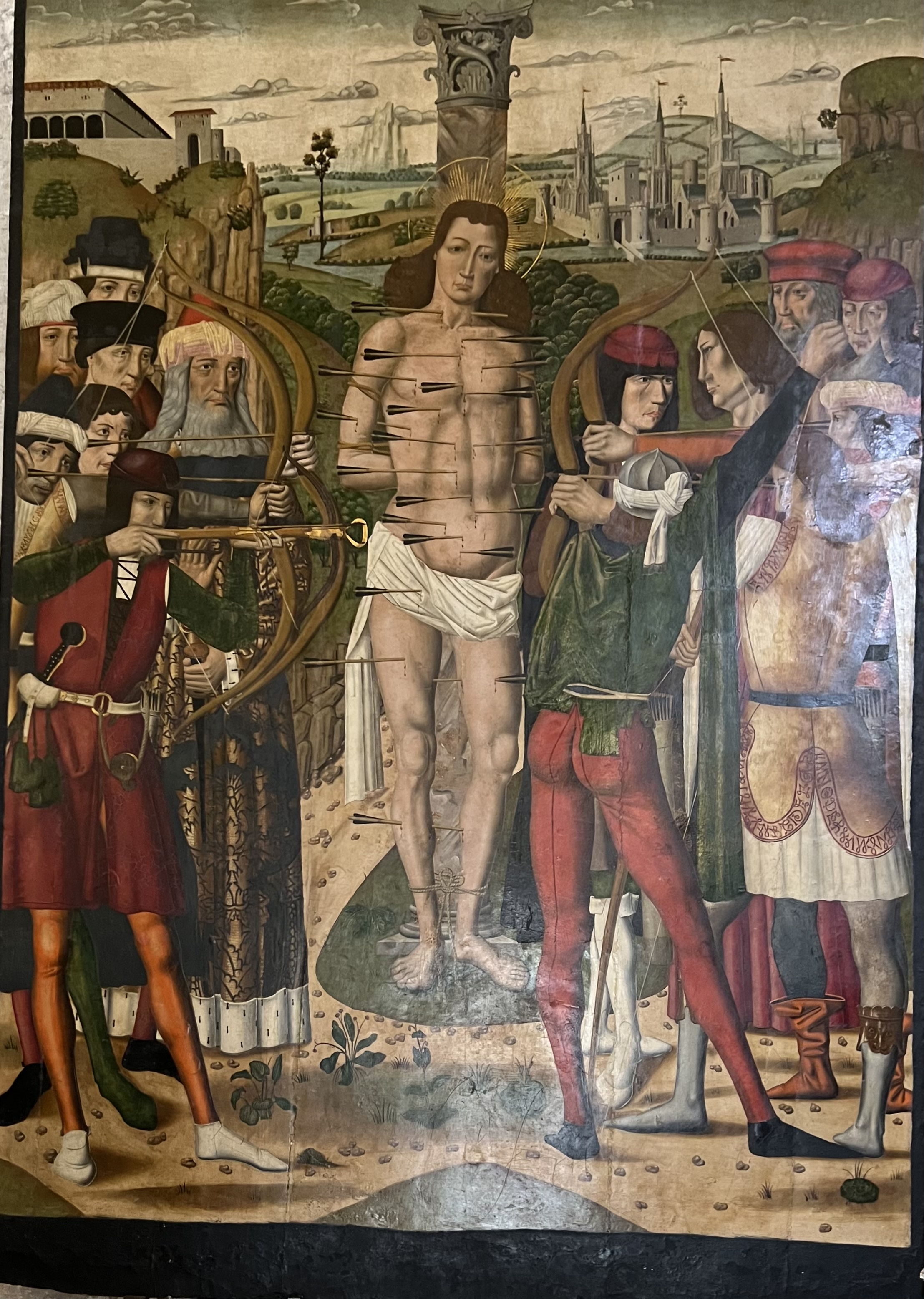
Martiri de Sant Sebastià a la Seu de Mallorca

El seu estil es lliga amb el gòtic hispanoflamenc, amb clares influències del Renaixement italià. Les influències flamenques es fan coneixedores en el gust pels detalls i les escenes anecdòtiques en segon pla. Les tècniques renaixentistes italianes, amb influència d'Antonello de Messina, es manifesten en l'ús de la perspectiva, en les arquitectures interiors i en les anatomies pintades en el Martiri de Sant Sebastià de la ciutat de Mallorca. Consta que va pintar fins al 1525.

## Obres
- Martiri de Sant Sebastià (1485). Seu de Mallorca. Museu Capitular de la Seu.
- Missa de Sant Gregori. Col·lecció sa Vall (Ses Salines, Mallorca.
- Armari de les relíquies (en col·laboració amb el Maestro de los Balbases, vers el 1495). Catedral de Burgos. Museo Catedralicio.
- Taules del retaule major (c. 1505). Església de San Millán de Los Balbases (Burgos).
- Sant Sebastià i Sant Roc. Taules del Museo de Burgos (depòsit del Museu Nacional d'Escultura de Valladolid).
- Retaule de la vida de la Mare de Déu (c. 1510). Montenegro de Cameros (Sòria).
- Martiri de Sant Sebastià. Ajuntament de la Villa de Los Silos (Tenerife).